# A kemény mag
A kemény mag (eredeti cím: Ultrà) 1991-ben megjelent olasz filmdráma. A filmet Ricky Tognazzi rendezte. A film producere Claudio Bonivento. A film zenéjét szerezte Antonello Venditti. A film operatőre Alessio Gelsini Torresi.
A film forgatása 1990 júniusában és júliusában zajlott. A filmet a 41. Berlini Nemzetközi Filmfesztiválon mutatták be.

## Cselekmény
Principe, az AS Roma ultrák csoportjának vezetője két év börtön után szabadul a börtönből lopásért. Azonnal megpróbál visszatérni a mindennapi életbe, de a dolgok megváltoztak. Barátnőjének, Cinziának viszonya van barátjával, Reddel, aki szintén az Ultras tagja. Principe semmit sem tud erről az ügyről, és azonnal folytatja tevékenységét az Ultrák között.
Barátaival együtt vonattal utazik az AS Roma idegenbeli meccsére a Juventus Torino ellen. Az ultrákon belül több összecsapás is van. Red többek között akkor veri meg Principét, amikor az a viszonyuk bejelentése után Cinziáról beszél. A torinói pályaudvarra érkezéskor a vonatot kövekkel és üvegekkel dobálják. Red az ablakon keresztül látja, hogy a Juventus Torino ultrái, a Drughi-k felelősek a támadásért. A csoport kiviharzik a vonatból, és összeverekszik a torinóiakkal. Ezután őrizetbe veszik őket, amíg különbusszal a stadionba nem szállítják őket, és rendőrségi őrizetbe nem veszik őket. Odaérve a Drughi még nagyobb csőcselékkel várja őket.
A verekedés során egy torinói férfi egyenesen Principe-re fekszik, aki ekkor kést ránt. Amikor Smilzo Principe segítségére siet, a torinói elfordul, és Principe véletlenül megüti a késsel Smilzót, aki erősen vérezni kezd. A csoport a stadionba megy, és bosszút esküszik. Smilzo célozgat Principe-re, hogy miért tette ezt, mielőtt meghal. Red ezt meghallja, és újabb vita alakul ki. A csoport elindul, hogy bosszút álljon. 
A film azzal ér véget, hogy Red a halott Smilzo mellett fekszik, és a rendőrség megkérdezi tőle, tudja-e, ki tette ezt. Red nemmel válaszol.

## Fordítás
- Ez a szócikk részben vagy egészben  az   Ultrà (film) című olasz Wikipédia-szócikk ezen változatának fordításán alapul.  Az eredeti cikk szerkesztőit annak laptörténete sorolja fel. Ez a jelzés csupán a megfogalmazás eredetét és a szerzői jogokat jelzi, nem szolgál a cikkben szereplő információk forrásmegjelöléseként.
- Ez a szócikk részben vagy egészben  az   Ultra (film) című angol Wikipédia-szócikk ezen változatának fordításán alapul.  Az eredeti cikk szerkesztőit annak laptörténete sorolja fel. Ez a jelzés csupán a megfogalmazás eredetét és a szerzői jogokat jelzi, nem szolgál a cikkben szereplő információk forrásmegjelöléseként.
- Ez a szócikk részben vagy egészben  az   Ultra (film) című német Wikipédia-szócikk fordításán alapul.  Az eredeti cikk szerkesztőit annak laptörténete sorolja fel. Ez a jelzés csupán a megfogalmazás eredetét és a szerzői jogokat jelzi, nem szolgál a cikkben szereplő információk forrásmegjelöléseként.